# My Best Friend's Girl
Singles de The Cars
Just What I Needed
(1978) Good Times Roll
(1979)
My Best Friend's Girl est une chanson du groupe de new wave américain The Cars écrite par Ric Ocasek, qui constitue le deuxième single extrait de l'album The Cars paru en mars 1978 sur le label Elektra, album classé 16e parmi les 100 meilleurs premiers albums de tous les temps (The 100 Best Debut Albums of All Time) par le magazine américain Rolling Stone.

## Historique
Comme beaucoup d'autres morceaux de l'album The Cars, dont par exemple Just What I Needed, My Best Friend's Girl sort d'abord comme une bande démo enregistrée par le groupe en 1977.
La version finale de la chanson est enregistrée aux AIR Studios à Londres et produite par le producteur britannique Roy Thomas Baker, producteur de Queen.
My Best Friend's Girl fut le premier picture-disc disponible de façon commerciale au Royaume-Uni.

## Accueil critique
Sorti comme second single de l'album, My Best Friend's Girl se classe numéro 3 au Royaume-Uni et atteint la 35e place du U.S. Billboard Hot 100 chart, la 40e aux Pays-Bas, la 55e au Canada et la 67e en Australie.
Le titre est le single qui s'est le mieux classé au Royaume-Uni durant toute la carrière du groupe, culminant à la 3e place en novembre 1978.
Les critiques musicaux ont émis envers ce morceau des critiques généralement favorables. Le critique Donald A. Guarisco d'AllMusic considère la chanson comme un des classiques du catalogue des Cars et Kit Rachlis, journaliste du magazine américain Rolling Stone, la qualifie de merveilleuse chanson pop.
My Best Friend's Girl a été classée 12e meilleure chanson de 1978 par les critiques Dave Marsh et Kevin Stein. Il a été classé 993e meilleure chanson de tous les temps par le magazine musical britannique Q dans son classement "The 1001 Best Songs Ever" en 2003.

## Description
My Best Friend's Girl est chantée, non par le leader du groupe Ric Ocasek, mais par le bassiste Benjamin Orr, qui tout au long de la carrière des Cars a partagé le chant avec Ocasek.
Les paroles décrivent le désir frustré d'un homme vis-à-vis des charmes d'une femme qui sort avec son meilleur ami après être sortie avec lui, un thème qui a été utilisé par de nombreux artistes, d'Elvis Presley (The Girl of My Best Friend) à Rick Springfield (Jessie's Girl).
Le narrateur énonce froidement "She's my best friend's girl, but she used to be mine." ("Elle est la copine de mon meilleur ami, mais elle était à moi").

## Musiciens
- Ric Ocasek : chant principal et guitare
- Benjamin Orr : chant et guitare basse
- Elliot Easton : guitare
- Greg Hawkes : claviers
- David Robinson : batterie

## Source
- (en) Cet article est partiellement ou en totalité issu de l’article de Wikipédia en anglais intitulé « My Best Friend's Girl (song) » (voir la liste des auteurs).